# Lovac (šah)
Lovac je naziv za šahovsku figuru koja se kreće dijagonalo po cijeloj šahovskoj ploči u domeni boje svog polja, crno ili bijelo. Na početku igre svaki igrač ima dva lovca za crno i bijelo polje. Lovac druge figure uzime u pravcu svoga kretanja i ne može preskakati figure poput skakača.
|   | a | b | c | d | e | f | g | h |   |
| 8 | h8 black circle · a7 black circle · d7 black pawn · g7 black circle · h7 white circle · b6 black circle · e6 white circle · f6 black circle · g6 white circle · c5 black circle · e5 black circle · f5 white bishop · d4 black bishop · e4 white circle · g4 white circle · c3 black circle · d3 white circle · e3 black circle · h3 white circle · b2 black circle · c2 white pawn · f2 black circle · a1 black circle · g1 black circle | h8 black circle · a7 black circle · d7 black pawn · g7 black circle · h7 white circle · b6 black circle · e6 white circle · f6 black circle · g6 white circle · c5 black circle · e5 black circle · f5 white bishop · d4 black bishop · e4 white circle · g4 white circle · c3 black circle · d3 white circle · e3 black circle · h3 white circle · b2 black circle · c2 white pawn · f2 black circle · a1 black circle · g1 black circle | h8 black circle · a7 black circle · d7 black pawn · g7 black circle · h7 white circle · b6 black circle · e6 white circle · f6 black circle · g6 white circle · c5 black circle · e5 black circle · f5 white bishop · d4 black bishop · e4 white circle · g4 white circle · c3 black circle · d3 white circle · e3 black circle · h3 white circle · b2 black circle · c2 white pawn · f2 black circle · a1 black circle · g1 black circle | h8 black circle · a7 black circle · d7 black pawn · g7 black circle · h7 white circle · b6 black circle · e6 white circle · f6 black circle · g6 white circle · c5 black circle · e5 black circle · f5 white bishop · d4 black bishop · e4 white circle · g4 white circle · c3 black circle · d3 white circle · e3 black circle · h3 white circle · b2 black circle · c2 white pawn · f2 black circle · a1 black circle · g1 black circle | h8 black circle · a7 black circle · d7 black pawn · g7 black circle · h7 white circle · b6 black circle · e6 white circle · f6 black circle · g6 white circle · c5 black circle · e5 black circle · f5 white bishop · d4 black bishop · e4 white circle · g4 white circle · c3 black circle · d3 white circle · e3 black circle · h3 white circle · b2 black circle · c2 white pawn · f2 black circle · a1 black circle · g1 black circle | h8 black circle · a7 black circle · d7 black pawn · g7 black circle · h7 white circle · b6 black circle · e6 white circle · f6 black circle · g6 white circle · c5 black circle · e5 black circle · f5 white bishop · d4 black bishop · e4 white circle · g4 white circle · c3 black circle · d3 white circle · e3 black circle · h3 white circle · b2 black circle · c2 white pawn · f2 black circle · a1 black circle · g1 black circle | h8 black circle · a7 black circle · d7 black pawn · g7 black circle · h7 white circle · b6 black circle · e6 white circle · f6 black circle · g6 white circle · c5 black circle · e5 black circle · f5 white bishop · d4 black bishop · e4 white circle · g4 white circle · c3 black circle · d3 white circle · e3 black circle · h3 white circle · b2 black circle · c2 white pawn · f2 black circle · a1 black circle · g1 black circle | h8 black circle · a7 black circle · d7 black pawn · g7 black circle · h7 white circle · b6 black circle · e6 white circle · f6 black circle · g6 white circle · c5 black circle · e5 black circle · f5 white bishop · d4 black bishop · e4 white circle · g4 white circle · c3 black circle · d3 white circle · e3 black circle · h3 white circle · b2 black circle · c2 white pawn · f2 black circle · a1 black circle · g1 black circle | 8 |
| 7 | h8 black circle · a7 black circle · d7 black pawn · g7 black circle · h7 white circle · b6 black circle · e6 white circle · f6 black circle · g6 white circle · c5 black circle · e5 black circle · f5 white bishop · d4 black bishop · e4 white circle · g4 white circle · c3 black circle · d3 white circle · e3 black circle · h3 white circle · b2 black circle · c2 white pawn · f2 black circle · a1 black circle · g1 black circle | h8 black circle · a7 black circle · d7 black pawn · g7 black circle · h7 white circle · b6 black circle · e6 white circle · f6 black circle · g6 white circle · c5 black circle · e5 black circle · f5 white bishop · d4 black bishop · e4 white circle · g4 white circle · c3 black circle · d3 white circle · e3 black circle · h3 white circle · b2 black circle · c2 white pawn · f2 black circle · a1 black circle · g1 black circle | h8 black circle · a7 black circle · d7 black pawn · g7 black circle · h7 white circle · b6 black circle · e6 white circle · f6 black circle · g6 white circle · c5 black circle · e5 black circle · f5 white bishop · d4 black bishop · e4 white circle · g4 white circle · c3 black circle · d3 white circle · e3 black circle · h3 white circle · b2 black circle · c2 white pawn · f2 black circle · a1 black circle · g1 black circle | h8 black circle · a7 black circle · d7 black pawn · g7 black circle · h7 white circle · b6 black circle · e6 white circle · f6 black circle · g6 white circle · c5 black circle · e5 black circle · f5 white bishop · d4 black bishop · e4 white circle · g4 white circle · c3 black circle · d3 white circle · e3 black circle · h3 white circle · b2 black circle · c2 white pawn · f2 black circle · a1 black circle · g1 black circle | h8 black circle · a7 black circle · d7 black pawn · g7 black circle · h7 white circle · b6 black circle · e6 white circle · f6 black circle · g6 white circle · c5 black circle · e5 black circle · f5 white bishop · d4 black bishop · e4 white circle · g4 white circle · c3 black circle · d3 white circle · e3 black circle · h3 white circle · b2 black circle · c2 white pawn · f2 black circle · a1 black circle · g1 black circle | h8 black circle · a7 black circle · d7 black pawn · g7 black circle · h7 white circle · b6 black circle · e6 white circle · f6 black circle · g6 white circle · c5 black circle · e5 black circle · f5 white bishop · d4 black bishop · e4 white circle · g4 white circle · c3 black circle · d3 white circle · e3 black circle · h3 white circle · b2 black circle · c2 white pawn · f2 black circle · a1 black circle · g1 black circle | h8 black circle · a7 black circle · d7 black pawn · g7 black circle · h7 white circle · b6 black circle · e6 white circle · f6 black circle · g6 white circle · c5 black circle · e5 black circle · f5 white bishop · d4 black bishop · e4 white circle · g4 white circle · c3 black circle · d3 white circle · e3 black circle · h3 white circle · b2 black circle · c2 white pawn · f2 black circle · a1 black circle · g1 black circle | h8 black circle · a7 black circle · d7 black pawn · g7 black circle · h7 white circle · b6 black circle · e6 white circle · f6 black circle · g6 white circle · c5 black circle · e5 black circle · f5 white bishop · d4 black bishop · e4 white circle · g4 white circle · c3 black circle · d3 white circle · e3 black circle · h3 white circle · b2 black circle · c2 white pawn · f2 black circle · a1 black circle · g1 black circle | 7 |
| 6 | h8 black circle · a7 black circle · d7 black pawn · g7 black circle · h7 white circle · b6 black circle · e6 white circle · f6 black circle · g6 white circle · c5 black circle · e5 black circle · f5 white bishop · d4 black bishop · e4 white circle · g4 white circle · c3 black circle · d3 white circle · e3 black circle · h3 white circle · b2 black circle · c2 white pawn · f2 black circle · a1 black circle · g1 black circle | h8 black circle · a7 black circle · d7 black pawn · g7 black circle · h7 white circle · b6 black circle · e6 white circle · f6 black circle · g6 white circle · c5 black circle · e5 black circle · f5 white bishop · d4 black bishop · e4 white circle · g4 white circle · c3 black circle · d3 white circle · e3 black circle · h3 white circle · b2 black circle · c2 white pawn · f2 black circle · a1 black circle · g1 black circle | h8 black circle · a7 black circle · d7 black pawn · g7 black circle · h7 white circle · b6 black circle · e6 white circle · f6 black circle · g6 white circle · c5 black circle · e5 black circle · f5 white bishop · d4 black bishop · e4 white circle · g4 white circle · c3 black circle · d3 white circle · e3 black circle · h3 white circle · b2 black circle · c2 white pawn · f2 black circle · a1 black circle · g1 black circle | h8 black circle · a7 black circle · d7 black pawn · g7 black circle · h7 white circle · b6 black circle · e6 white circle · f6 black circle · g6 white circle · c5 black circle · e5 black circle · f5 white bishop · d4 black bishop · e4 white circle · g4 white circle · c3 black circle · d3 white circle · e3 black circle · h3 white circle · b2 black circle · c2 white pawn · f2 black circle · a1 black circle · g1 black circle | h8 black circle · a7 black circle · d7 black pawn · g7 black circle · h7 white circle · b6 black circle · e6 white circle · f6 black circle · g6 white circle · c5 black circle · e5 black circle · f5 white bishop · d4 black bishop · e4 white circle · g4 white circle · c3 black circle · d3 white circle · e3 black circle · h3 white circle · b2 black circle · c2 white pawn · f2 black circle · a1 black circle · g1 black circle | h8 black circle · a7 black circle · d7 black pawn · g7 black circle · h7 white circle · b6 black circle · e6 white circle · f6 black circle · g6 white circle · c5 black circle · e5 black circle · f5 white bishop · d4 black bishop · e4 white circle · g4 white circle · c3 black circle · d3 white circle · e3 black circle · h3 white circle · b2 black circle · c2 white pawn · f2 black circle · a1 black circle · g1 black circle | h8 black circle · a7 black circle · d7 black pawn · g7 black circle · h7 white circle · b6 black circle · e6 white circle · f6 black circle · g6 white circle · c5 black circle · e5 black circle · f5 white bishop · d4 black bishop · e4 white circle · g4 white circle · c3 black circle · d3 white circle · e3 black circle · h3 white circle · b2 black circle · c2 white pawn · f2 black circle · a1 black circle · g1 black circle | h8 black circle · a7 black circle · d7 black pawn · g7 black circle · h7 white circle · b6 black circle · e6 white circle · f6 black circle · g6 white circle · c5 black circle · e5 black circle · f5 white bishop · d4 black bishop · e4 white circle · g4 white circle · c3 black circle · d3 white circle · e3 black circle · h3 white circle · b2 black circle · c2 white pawn · f2 black circle · a1 black circle · g1 black circle | 6 |
| 5 | h8 black circle · a7 black circle · d7 black pawn · g7 black circle · h7 white circle · b6 black circle · e6 white circle · f6 black circle · g6 white circle · c5 black circle · e5 black circle · f5 white bishop · d4 black bishop · e4 white circle · g4 white circle · c3 black circle · d3 white circle · e3 black circle · h3 white circle · b2 black circle · c2 white pawn · f2 black circle · a1 black circle · g1 black circle | h8 black circle · a7 black circle · d7 black pawn · g7 black circle · h7 white circle · b6 black circle · e6 white circle · f6 black circle · g6 white circle · c5 black circle · e5 black circle · f5 white bishop · d4 black bishop · e4 white circle · g4 white circle · c3 black circle · d3 white circle · e3 black circle · h3 white circle · b2 black circle · c2 white pawn · f2 black circle · a1 black circle · g1 black circle | h8 black circle · a7 black circle · d7 black pawn · g7 black circle · h7 white circle · b6 black circle · e6 white circle · f6 black circle · g6 white circle · c5 black circle · e5 black circle · f5 white bishop · d4 black bishop · e4 white circle · g4 white circle · c3 black circle · d3 white circle · e3 black circle · h3 white circle · b2 black circle · c2 white pawn · f2 black circle · a1 black circle · g1 black circle | h8 black circle · a7 black circle · d7 black pawn · g7 black circle · h7 white circle · b6 black circle · e6 white circle · f6 black circle · g6 white circle · c5 black circle · e5 black circle · f5 white bishop · d4 black bishop · e4 white circle · g4 white circle · c3 black circle · d3 white circle · e3 black circle · h3 white circle · b2 black circle · c2 white pawn · f2 black circle · a1 black circle · g1 black circle | h8 black circle · a7 black circle · d7 black pawn · g7 black circle · h7 white circle · b6 black circle · e6 white circle · f6 black circle · g6 white circle · c5 black circle · e5 black circle · f5 white bishop · d4 black bishop · e4 white circle · g4 white circle · c3 black circle · d3 white circle · e3 black circle · h3 white circle · b2 black circle · c2 white pawn · f2 black circle · a1 black circle · g1 black circle | h8 black circle · a7 black circle · d7 black pawn · g7 black circle · h7 white circle · b6 black circle · e6 white circle · f6 black circle · g6 white circle · c5 black circle · e5 black circle · f5 white bishop · d4 black bishop · e4 white circle · g4 white circle · c3 black circle · d3 white circle · e3 black circle · h3 white circle · b2 black circle · c2 white pawn · f2 black circle · a1 black circle · g1 black circle | h8 black circle · a7 black circle · d7 black pawn · g7 black circle · h7 white circle · b6 black circle · e6 white circle · f6 black circle · g6 white circle · c5 black circle · e5 black circle · f5 white bishop · d4 black bishop · e4 white circle · g4 white circle · c3 black circle · d3 white circle · e3 black circle · h3 white circle · b2 black circle · c2 white pawn · f2 black circle · a1 black circle · g1 black circle | h8 black circle · a7 black circle · d7 black pawn · g7 black circle · h7 white circle · b6 black circle · e6 white circle · f6 black circle · g6 white circle · c5 black circle · e5 black circle · f5 white bishop · d4 black bishop · e4 white circle · g4 white circle · c3 black circle · d3 white circle · e3 black circle · h3 white circle · b2 black circle · c2 white pawn · f2 black circle · a1 black circle · g1 black circle | 5 |
| 4 | h8 black circle · a7 black circle · d7 black pawn · g7 black circle · h7 white circle · b6 black circle · e6 white circle · f6 black circle · g6 white circle · c5 black circle · e5 black circle · f5 white bishop · d4 black bishop · e4 white circle · g4 white circle · c3 black circle · d3 white circle · e3 black circle · h3 white circle · b2 black circle · c2 white pawn · f2 black circle · a1 black circle · g1 black circle | h8 black circle · a7 black circle · d7 black pawn · g7 black circle · h7 white circle · b6 black circle · e6 white circle · f6 black circle · g6 white circle · c5 black circle · e5 black circle · f5 white bishop · d4 black bishop · e4 white circle · g4 white circle · c3 black circle · d3 white circle · e3 black circle · h3 white circle · b2 black circle · c2 white pawn · f2 black circle · a1 black circle · g1 black circle | h8 black circle · a7 black circle · d7 black pawn · g7 black circle · h7 white circle · b6 black circle · e6 white circle · f6 black circle · g6 white circle · c5 black circle · e5 black circle · f5 white bishop · d4 black bishop · e4 white circle · g4 white circle · c3 black circle · d3 white circle · e3 black circle · h3 white circle · b2 black circle · c2 white pawn · f2 black circle · a1 black circle · g1 black circle | h8 black circle · a7 black circle · d7 black pawn · g7 black circle · h7 white circle · b6 black circle · e6 white circle · f6 black circle · g6 white circle · c5 black circle · e5 black circle · f5 white bishop · d4 black bishop · e4 white circle · g4 white circle · c3 black circle · d3 white circle · e3 black circle · h3 white circle · b2 black circle · c2 white pawn · f2 black circle · a1 black circle · g1 black circle | h8 black circle · a7 black circle · d7 black pawn · g7 black circle · h7 white circle · b6 black circle · e6 white circle · f6 black circle · g6 white circle · c5 black circle · e5 black circle · f5 white bishop · d4 black bishop · e4 white circle · g4 white circle · c3 black circle · d3 white circle · e3 black circle · h3 white circle · b2 black circle · c2 white pawn · f2 black circle · a1 black circle · g1 black circle | h8 black circle · a7 black circle · d7 black pawn · g7 black circle · h7 white circle · b6 black circle · e6 white circle · f6 black circle · g6 white circle · c5 black circle · e5 black circle · f5 white bishop · d4 black bishop · e4 white circle · g4 white circle · c3 black circle · d3 white circle · e3 black circle · h3 white circle · b2 black circle · c2 white pawn · f2 black circle · a1 black circle · g1 black circle | h8 black circle · a7 black circle · d7 black pawn · g7 black circle · h7 white circle · b6 black circle · e6 white circle · f6 black circle · g6 white circle · c5 black circle · e5 black circle · f5 white bishop · d4 black bishop · e4 white circle · g4 white circle · c3 black circle · d3 white circle · e3 black circle · h3 white circle · b2 black circle · c2 white pawn · f2 black circle · a1 black circle · g1 black circle | h8 black circle · a7 black circle · d7 black pawn · g7 black circle · h7 white circle · b6 black circle · e6 white circle · f6 black circle · g6 white circle · c5 black circle · e5 black circle · f5 white bishop · d4 black bishop · e4 white circle · g4 white circle · c3 black circle · d3 white circle · e3 black circle · h3 white circle · b2 black circle · c2 white pawn · f2 black circle · a1 black circle · g1 black circle | 4 |
| 3 | h8 black circle · a7 black circle · d7 black pawn · g7 black circle · h7 white circle · b6 black circle · e6 white circle · f6 black circle · g6 white circle · c5 black circle · e5 black circle · f5 white bishop · d4 black bishop · e4 white circle · g4 white circle · c3 black circle · d3 white circle · e3 black circle · h3 white circle · b2 black circle · c2 white pawn · f2 black circle · a1 black circle · g1 black circle | h8 black circle · a7 black circle · d7 black pawn · g7 black circle · h7 white circle · b6 black circle · e6 white circle · f6 black circle · g6 white circle · c5 black circle · e5 black circle · f5 white bishop · d4 black bishop · e4 white circle · g4 white circle · c3 black circle · d3 white circle · e3 black circle · h3 white circle · b2 black circle · c2 white pawn · f2 black circle · a1 black circle · g1 black circle | h8 black circle · a7 black circle · d7 black pawn · g7 black circle · h7 white circle · b6 black circle · e6 white circle · f6 black circle · g6 white circle · c5 black circle · e5 black circle · f5 white bishop · d4 black bishop · e4 white circle · g4 white circle · c3 black circle · d3 white circle · e3 black circle · h3 white circle · b2 black circle · c2 white pawn · f2 black circle · a1 black circle · g1 black circle | h8 black circle · a7 black circle · d7 black pawn · g7 black circle · h7 white circle · b6 black circle · e6 white circle · f6 black circle · g6 white circle · c5 black circle · e5 black circle · f5 white bishop · d4 black bishop · e4 white circle · g4 white circle · c3 black circle · d3 white circle · e3 black circle · h3 white circle · b2 black circle · c2 white pawn · f2 black circle · a1 black circle · g1 black circle | h8 black circle · a7 black circle · d7 black pawn · g7 black circle · h7 white circle · b6 black circle · e6 white circle · f6 black circle · g6 white circle · c5 black circle · e5 black circle · f5 white bishop · d4 black bishop · e4 white circle · g4 white circle · c3 black circle · d3 white circle · e3 black circle · h3 white circle · b2 black circle · c2 white pawn · f2 black circle · a1 black circle · g1 black circle | h8 black circle · a7 black circle · d7 black pawn · g7 black circle · h7 white circle · b6 black circle · e6 white circle · f6 black circle · g6 white circle · c5 black circle · e5 black circle · f5 white bishop · d4 black bishop · e4 white circle · g4 white circle · c3 black circle · d3 white circle · e3 black circle · h3 white circle · b2 black circle · c2 white pawn · f2 black circle · a1 black circle · g1 black circle | h8 black circle · a7 black circle · d7 black pawn · g7 black circle · h7 white circle · b6 black circle · e6 white circle · f6 black circle · g6 white circle · c5 black circle · e5 black circle · f5 white bishop · d4 black bishop · e4 white circle · g4 white circle · c3 black circle · d3 white circle · e3 black circle · h3 white circle · b2 black circle · c2 white pawn · f2 black circle · a1 black circle · g1 black circle | h8 black circle · a7 black circle · d7 black pawn · g7 black circle · h7 white circle · b6 black circle · e6 white circle · f6 black circle · g6 white circle · c5 black circle · e5 black circle · f5 white bishop · d4 black bishop · e4 white circle · g4 white circle · c3 black circle · d3 white circle · e3 black circle · h3 white circle · b2 black circle · c2 white pawn · f2 black circle · a1 black circle · g1 black circle | 3 |
| 2 | h8 black circle · a7 black circle · d7 black pawn · g7 black circle · h7 white circle · b6 black circle · e6 white circle · f6 black circle · g6 white circle · c5 black circle · e5 black circle · f5 white bishop · d4 black bishop · e4 white circle · g4 white circle · c3 black circle · d3 white circle · e3 black circle · h3 white circle · b2 black circle · c2 white pawn · f2 black circle · a1 black circle · g1 black circle | h8 black circle · a7 black circle · d7 black pawn · g7 black circle · h7 white circle · b6 black circle · e6 white circle · f6 black circle · g6 white circle · c5 black circle · e5 black circle · f5 white bishop · d4 black bishop · e4 white circle · g4 white circle · c3 black circle · d3 white circle · e3 black circle · h3 white circle · b2 black circle · c2 white pawn · f2 black circle · a1 black circle · g1 black circle | h8 black circle · a7 black circle · d7 black pawn · g7 black circle · h7 white circle · b6 black circle · e6 white circle · f6 black circle · g6 white circle · c5 black circle · e5 black circle · f5 white bishop · d4 black bishop · e4 white circle · g4 white circle · c3 black circle · d3 white circle · e3 black circle · h3 white circle · b2 black circle · c2 white pawn · f2 black circle · a1 black circle · g1 black circle | h8 black circle · a7 black circle · d7 black pawn · g7 black circle · h7 white circle · b6 black circle · e6 white circle · f6 black circle · g6 white circle · c5 black circle · e5 black circle · f5 white bishop · d4 black bishop · e4 white circle · g4 white circle · c3 black circle · d3 white circle · e3 black circle · h3 white circle · b2 black circle · c2 white pawn · f2 black circle · a1 black circle · g1 black circle | h8 black circle · a7 black circle · d7 black pawn · g7 black circle · h7 white circle · b6 black circle · e6 white circle · f6 black circle · g6 white circle · c5 black circle · e5 black circle · f5 white bishop · d4 black bishop · e4 white circle · g4 white circle · c3 black circle · d3 white circle · e3 black circle · h3 white circle · b2 black circle · c2 white pawn · f2 black circle · a1 black circle · g1 black circle | h8 black circle · a7 black circle · d7 black pawn · g7 black circle · h7 white circle · b6 black circle · e6 white circle · f6 black circle · g6 white circle · c5 black circle · e5 black circle · f5 white bishop · d4 black bishop · e4 white circle · g4 white circle · c3 black circle · d3 white circle · e3 black circle · h3 white circle · b2 black circle · c2 white pawn · f2 black circle · a1 black circle · g1 black circle | h8 black circle · a7 black circle · d7 black pawn · g7 black circle · h7 white circle · b6 black circle · e6 white circle · f6 black circle · g6 white circle · c5 black circle · e5 black circle · f5 white bishop · d4 black bishop · e4 white circle · g4 white circle · c3 black circle · d3 white circle · e3 black circle · h3 white circle · b2 black circle · c2 white pawn · f2 black circle · a1 black circle · g1 black circle | h8 black circle · a7 black circle · d7 black pawn · g7 black circle · h7 white circle · b6 black circle · e6 white circle · f6 black circle · g6 white circle · c5 black circle · e5 black circle · f5 white bishop · d4 black bishop · e4 white circle · g4 white circle · c3 black circle · d3 white circle · e3 black circle · h3 white circle · b2 black circle · c2 white pawn · f2 black circle · a1 black circle · g1 black circle | 2 |
| 1 | h8 black circle · a7 black circle · d7 black pawn · g7 black circle · h7 white circle · b6 black circle · e6 white circle · f6 black circle · g6 white circle · c5 black circle · e5 black circle · f5 white bishop · d4 black bishop · e4 white circle · g4 white circle · c3 black circle · d3 white circle · e3 black circle · h3 white circle · b2 black circle · c2 white pawn · f2 black circle · a1 black circle · g1 black circle | h8 black circle · a7 black circle · d7 black pawn · g7 black circle · h7 white circle · b6 black circle · e6 white circle · f6 black circle · g6 white circle · c5 black circle · e5 black circle · f5 white bishop · d4 black bishop · e4 white circle · g4 white circle · c3 black circle · d3 white circle · e3 black circle · h3 white circle · b2 black circle · c2 white pawn · f2 black circle · a1 black circle · g1 black circle | h8 black circle · a7 black circle · d7 black pawn · g7 black circle · h7 white circle · b6 black circle · e6 white circle · f6 black circle · g6 white circle · c5 black circle · e5 black circle · f5 white bishop · d4 black bishop · e4 white circle · g4 white circle · c3 black circle · d3 white circle · e3 black circle · h3 white circle · b2 black circle · c2 white pawn · f2 black circle · a1 black circle · g1 black circle | h8 black circle · a7 black circle · d7 black pawn · g7 black circle · h7 white circle · b6 black circle · e6 white circle · f6 black circle · g6 white circle · c5 black circle · e5 black circle · f5 white bishop · d4 black bishop · e4 white circle · g4 white circle · c3 black circle · d3 white circle · e3 black circle · h3 white circle · b2 black circle · c2 white pawn · f2 black circle · a1 black circle · g1 black circle | h8 black circle · a7 black circle · d7 black pawn · g7 black circle · h7 white circle · b6 black circle · e6 white circle · f6 black circle · g6 white circle · c5 black circle · e5 black circle · f5 white bishop · d4 black bishop · e4 white circle · g4 white circle · c3 black circle · d3 white circle · e3 black circle · h3 white circle · b2 black circle · c2 white pawn · f2 black circle · a1 black circle · g1 black circle | h8 black circle · a7 black circle · d7 black pawn · g7 black circle · h7 white circle · b6 black circle · e6 white circle · f6 black circle · g6 white circle · c5 black circle · e5 black circle · f5 white bishop · d4 black bishop · e4 white circle · g4 white circle · c3 black circle · d3 white circle · e3 black circle · h3 white circle · b2 black circle · c2 white pawn · f2 black circle · a1 black circle · g1 black circle | h8 black circle · a7 black circle · d7 black pawn · g7 black circle · h7 white circle · b6 black circle · e6 white circle · f6 black circle · g6 white circle · c5 black circle · e5 black circle · f5 white bishop · d4 black bishop · e4 white circle · g4 white circle · c3 black circle · d3 white circle · e3 black circle · h3 white circle · b2 black circle · c2 white pawn · f2 black circle · a1 black circle · g1 black circle | h8 black circle · a7 black circle · d7 black pawn · g7 black circle · h7 white circle · b6 black circle · e6 white circle · f6 black circle · g6 white circle · c5 black circle · e5 black circle · f5 white bishop · d4 black bishop · e4 white circle · g4 white circle · c3 black circle · d3 white circle · e3 black circle · h3 white circle · b2 black circle · c2 white pawn · f2 black circle · a1 black circle · g1 black circle | 1 |
|   | a | b | c | d | e | f | g | h |   |